# Stay-behind
As células stay-behind (literalmente "ficar atrás", em inglês) constituíam redes clandestinas ligadas à OTAN, durante o período da Guerra Fria. Implantadas em 16 países da Europa Ocidental, essas células visavam deter a ameaça de uma ocupação pelo bloco do Leste e estavam sempre prontas para ser ativadas em caso de invasão pelas forças do Pacto de Varsóvia. A mais famosa delas era a rede italiana Gladio .
A existência dessas células só foi revelada pelos meios de comunicação nos anos 1990, embora William Colby, ex-diretor da CIA, já tivesse descrito a gênese desses grupos, desde 1978, em suas memórias.

## História
Operações stay-behind de porte significativo aconteceram durante a Segunda Guerra Mundial. O Reino Unido instalava unidades auxiliares. Os partisans no território soviético ocupado pelo Eixo, no início da década de 1940, operaram com um elemento stay-behind.
Durante a Guerra Fria, a Organização do Tratado do Atlântico Norte (OTAN) coordenou e a Agência Central de Inteligência (CIA) e o Serviço Secreto de Inteligência Britânico (SIS) ajudaram a criar redes clandestinas stay-behind em muitos países europeus, com a intenção de ativá-las, se eventualmente aquele país fosse invadido pelo Pacto de Varsóvia. De acordo com Martin Packard, elas foram "financiadas, armadas e treinadas em atividades secretas de resistência, incluindo assassinato, provocação política e desinformação". Essas organizações clandestinas eram criadas e administradas sob os auspícios dos serviços de inteligência e recrutavam seus agentes entre a população civil. Essas redes stay-behind  civis especialmente selecionadas (ou SBOs) foram criadas em muitos países ocidentais, tais como Itália, Holanda, Bélgica, Luxemburgo, França, Alemanha, Suíça, Noruega, Áustria e outros, incluindo o Irã. Elas se preparavam para organizar a resistência, a sabotagem e a obtenção de informações em território ocupado (OTAN). A mais famosa dessas redes clandestinas foi a Operação Gladio italiana, cuja existência foi reconhecida pelo primeiro-ministro italiano Giulio Andreotti em 24 de outubro de 1990.
Muitos esconderijos de armas encontrados na Itália, Áustria, Alemanha e Holanda, entre outros países, estavam à disposição desses "exércitos secretos". Ainda em 1996, o Reino Unido revelou ao governo alemão a existência de esconderijos de armas e equipamentos em Berlim Ocidental. O conteúdo desses esconderijos dá uma ideia do equipamento fornecido para as redes stay-behind alemãs. Em dois desses locais secretos, enterrados na floresta de Grunewald, a polícia encontrou caixas com pistolas 9 mm e munições, facas, equipamento de navegação, um 'rádio espião' RS-6, vários manuais, livros de reconhecimento de tanques e aeronaves, um frasco de conhaque e chocolate, bem como uma cópia de Total Resistance, o manual de guerrilha escrito em 1957 pelo major suíço Hans von Dach.
Durante a Guerra Fria, as unidades militares stay-behind eram geralmente unidades de reconhecimento, vigilância e definição de alvos de longo alcance, e eram destinadas especificamente a operações na fase inicial de uma potencial guerra (dia D a D+1-5). Essas unidades iriam rapidamentedeslocar-se  para a frente, unir-se  à retaguarda ou 'força agressiva de retardamento' e 'ficar atrás' quando essas forças se retirassem, deixando-se ultrapassar pelas tropas do Pacto de Varsóvia em avanço. Explorando locais ocultos previamente reconhecidos e esconderijos de armas, munições e rádios, elas  começariam então a conduzir operações de inteligência, no que é chamado de vigilância estática secreta, bem como a definição de alvos de alto valor, tais como quartéis-generais inimigos, concentrações de tropas e sistemas de armas atômicas. Elas também executariam as tarefas de demolição, no que era referido como o 'cinturão de demolição', em locais onde era provável que ocorressem gargalos para as formações inimigas. Outra tarefa teria sido a assistência a escape e evasão (E&E) para pilotos abatidos e outros que precisassem de repatriação.

Os regimentos do SAS e da Honourable Artillery Company, do Exército Territorial do Reino Unido desempenhariam o papel de stay-behind no setor britânico da Alemanha Ocidental.